# Timba
Timba è un genere musicale cubano, talvolta si riferisce alla salsa cubana. Comunque, lo sviluppo storico della timba è abbastanza indipendente dallo sviluppo della salsa sia negli Stati Uniti che a Porto Rico, e la musica contiene elementi peculiari.

## Etimologia
Se torniamo indietro fino al 1943, la parola timba è usata nei titoli delle canzoni come Timba timbero dei Casino de la Playaís e Timba timba di Perez Pradoís. La timba è diventata un genere musicale, prima come timba brava, intorno al 1989. Molti dicono di essere stati i primi a usare questa parola per descrivere un nuovo fenomeno musicale, tra i più famosi il leader de NG La Banda: Jose Luis "El Tosco" Cortes.—Moore (2010: v. 5: 11).»

## Storia
Prima di essere il nuovo genere di musica cubana e un nuovo ballo sfrenato, timba era una parola con significati diversi, senza una definizione precisa, più ascoltata all'interno del genere afro-cubano di rumba.
Timbero è il termine complementare che indica il musicista che suona timba, e spesso si riferisce all'insieme delle percussioni afro-cubane presenti in un gruppo musicale. Fino agli anni '90, la timba rappresenta una forma di musica e di ballo intensi e leggermente più aggressivi.
A differenza della salsa, che trova le sue radici nei conjuntos degli anni '40 e '50, modificati dal rock, dal jazz e dalla musica tradizionale di Porto Rico, la Timba rappresenta una sintesi di un'ampia varietà di fonti popolari.
I gruppi musicali di Timba sono pesantemente influenzati dal jazz, dal rock and roll, dalla disco, dal funk e dall'hip hop, ma subiscono anche le influenze delle tradizioni popolari come rumba e guaguancó, le percussioni batá e le canzoni sacre della santeria. Secondo Vicenzo Perna, autore di Timba: The Sound of the Cuban Crisis, si deve parlare di timba per ragioni musicali, culturali, sociali e politiche che la caratterizzano; per la sua popolarità a Cuba, per la sua originalità come stile musicale, per le capacità dei suoi interpreti, per le sue relazioni con le tradizioni e con la cultura nera, per i suoi significati e per il modo in cui il suo stile mette in luce i punti di tensione all'interno della società.
Oltre ai timbales, la timba usa le percussioni tipiche del Nord America, il che la separa ulteriormente dalla salsa. È comune anche l'utilizzo delle tastiere. Le canzoni tendono ad avere un sound innovativo, frequentemente più virtuose dei pezzi di salsa; le parti dei corno sono spesso veloci, con influenze del bebop; le innovazioni si estendono a tutti gli strumenti, anche il basso e le percussioni non sono quelli tradizionali.

### I principali precursori della timba
I tre gruppi musicali considerati i precursori della timba sono: Los Van Van, Irakere (entrambi nati negli anni '70) e NG La Banda (nata negli anni '80), oltre a queste ci sono molte altre band che hanno influenzato i nuovi standard, tra cui: Son 14, Orquesta Original de Manzanillo, Ritmo Oriental e Orquesta Revé

#### Son 14
Grandes Èxitos EGREM CD 0325 (Son 14). Questo CD è una compilation eccellente delle migliori canzoni del Son 14 nel periodo in cui Adalberto Alvarez era il leader del gruppo (1979-1983)...
Adalberto Alvarez, nato a L'Avana e trasferitosi a Camaguey, aveva già ottenuto un discreto successo scrivendo canzoni per i Rumbavana quando Rodulfo Vaillant, un dei maggiori compositori dell'epoca, lo invitò a Santiago come direttore e pianista di un nuovo gruppo chiamato i Son 14. Il gruppo debuttò nel 1979 con la prima hit di Adalberto A Bayamo en coche. Alvarez abbandonò il gruppo dopo tre album (più un quarto in cui Omara Portuondo cantava dei brani tratti dagli altri tre). I Son 14 rimasero insieme, incidendo sporadicamente, con la direzione di Eduardo "Tiburiuni" Morales, il cantante di A Bayamo en coche.

...Adalberto Alvarez è stato uno dei primi a divulgare l'uso delle progressioni gospel utilizzando le maggiori traidi costruite su II, III e IV. Attraverso gli anni '70 e '80, molti altri elementi della pop music divennero parte integrante della musica latina e dagli anni '90, tutto quello che produce un suono entra a far parte del gioco, il risultato è un'esplosione di brillanti componimenti, mentre nel Nord America la salsa continua ad essere vincolata alle limitazioni stilistiche del genere.—Moore (2010: v. 4: 22)

#### Orquesta Ritmo Oriental
Ritmo Oriental, spesso noto come La Ritmo, fu una delle band più popolari a Cuba negli anni '70 e '80. Sebbene il gruppo non sia molto noto fuori dall'isola, tutti ricordano i loro successi quando li sentono. [ . . . ] Lo stile del violino era senza dubbio inventivo e Perera, spesso sia arrangiatore che bassista, creò uno stile per il basso che riempisse gli spazi creati dagli altri strumenti, pur rimanendo specifico per lo strumento. 

#### Original de Manzanillo
Original de Manzanillo aggiunse la chitarra agli strumenti classici della charanga. Furono meno 'avventurosi' del Ritmo Oriental e della altre charangas, ma si distinsero principalmente grazie al loro cantante e compositore Candido Fabré, uno straordinario musicista che influenzò molto tutti i cantanti che gli sono succeduti grazie alla sua strana capacità di improvvisare i testi. Il leader e pianista Wilfredo "Pachy" Naranjo, suona ancora con il suo gruppo e il figlio Pachy Jr., è l'attuale pianista della Orquesta Revé oltre ad aver registrato con molti altri musicista, tra cui Agel Bonne.—Moore (2010: v. 3: 33)

#### Orquesta Revé
Elio Revé Senior fu un incommensurabile talent scout. Inoltre era molto difficile lavorarci insieme, ne sono la prova i molti musicisti che hanno abbandonato la sua band! L'incredibile numero delle band spin-off dell'Orquesta Revé divenne chiara dopo che quest'ultima si trasferì da Guantanamo a L'Avana nel 1956. Nel 1958 si formò la Ritmo Oriental, molti membri della quale provenivano dalla Revé. Nel 1965, il giovane pianista Chucho Valdés lasciò la Revé per concentrarsi sulla sua carriera di jazzista, che portò alla creazione de Irakere. Nel 1968 Juan Formell, Pupy Pedroso e altri lasciarono il gruppo per formare i Los Van Van. Alla fine degli anni '70, Armando Gola, German Velazco e Pepe Maza se ne andarono per formare l'Orquesta 440. Il cantante Félix Baloy se ne andò dopo il 1982 e intraprese una lunga carriera con Adalberto Alvarez e come artista solista. Anche l'arrangiatore Ignacio Herrera se ne andò nel 1982. Non sappiamo cosa accadde a Herrera, ma basandosi sugli arrangiamenti dell'album del 1982, aveva certamente il potenziale per creare una sua band. Un altro musicista di cui abbiamo perso le tracce è Tony Garcìa, pianista e direttore musicale nei primi anni '90, e arrangiatore della famosa Mi salsa tiene sandunga che divenne il tema musicale dello show televisivo musicale più importante di Cuba: Mi Salsa.

La partenza di Ignacio Herreraís 'costrinse' la Revé a concentrarsi su un altro talento, il compositore e arrangiatore Juan Carlos Alfonso. Alfonso è il brillante pianista che ha creato lo stile riportato sotto. Dopo cinque anni e quattro album classici, che portarono la Revé ad avere la stessa popolarità dei Los Van Van e le fecero ottenere il soprannome La explosión del momento, Alfonso stesso lasciò il gruppo nel 1988 per formare i Dan Den. Però questo non segna la fine della storia della Revé... Basta dire che la storia della Revé è come l'angolo tra Hollywood e Vine, se la si studia attentamente, si incontrano i migliori musicisti degli ultimi 50 anni.—Moore (2010: v. 4: 49)

#### Los Van Van
Nel 1969, Juan Formell lasciò la Revé per formare la sua band, Los Van Van, portando con sé molti musicisti della Revé, tra cui il pianista Pupy Pedroso. Le sue prime canzoni avevano molto in comune con quelle che egli stesso aveva creato per la Revé, anche se cominciò a chiamarlo songo invece di changüì.
I Los Van Van svilupparono il genere noto con il nome di songo, portando innumerevoli innovazioni nel son tradizionale, sia nello stile che nell'orchestra. È comune nella musica latina che i generi siano distinti comunemente per il loro ritmo (sebbene non tutti i ritmi abbiano un genere), e se la timba sia o meno un genere è discutibile. In ogni caso il songo può essere considerato un genere e con tutta probabilità è l'unico genere al mondo ad essere suonato da una sola orchestra, Los Van Van. Il ritmo del songo fu creato da un percussionista: José Luís Quintana ("Changuito”), su richiesta del leader dei Van Van, Juan Formell. Fin dalla creazione del gruppo nel 1969, Los Van Van furono il gruppo più popolare di Cuba e si considerano una delle più importanti band di timba.

#### Irakere
Il gruppo Irakere è molto noto nell'ambiente del Latin Jazz internazionale, la loro musica è in gran parte considerata musica popolare da ballo. Come per Los Van Van, Irakere sperimentò molti stili diversi, mescolando i ritmi afro-cubani con il son e il jazz. Mentre il leader Chucho Valdés è ritenuto uno dei maggiori jazzisti di Cuba, da questa orchestra sono emersi musicisti prodigiosi sia di timba che di jazz, compreso il flautista José Luis Cortés ("El Tosco”), che formò negli anni '80 la NG La Banda insieme ad altri musicisti di valore.

### Timba durante il "periodo speciale" (primi anni novanta)
Durante il periodo speciale all'inizio degli anni '90, la timba divenne una forma significativa di espressione a causa dello sconvolgimento culturale e sociale che si è creato. Il periodo speciale fu un caratterizzato da una caduta economica che portò numerose difficoltà al popolo cubano. L'Unione Sovietica decise di non voler più essere un partner commerciale dell'isola, tale decisione portò il Paese a vivere la peggior crisi che avesse mai avuto. Durante questo periodo, Cuba riaprì le porte al turismo, questo contribuì alla diffusione della musica e del ballo timba. La crisi tra Cuba e, praticamente, il resto del mondo, permise alla timba di respirare all'interno della nuova vita che si creava nelle città, causata dalla vita notturna e dalle feste portate dal turismo. Inoltre la musica, tra gli altri aspetti, aiutò in parte alla spinta economica dell'isola. La timba si sviluppa agli inizi degli anni '90, quando i laureati al conservatorio afro-cubano riportarono la musica popolare nei locali dei centri delle città, ma la sua crescita seguì anche i desideri dell'industria della musica e del turismo per poter affrontare il mondo post-sovietico. I testi delle canzoni generarono parecchie controversie a causa dell'uso di un linguaggio da strada volgare e arguto, inoltre si fanno velati riferimenti ai problemi pubblici quali prostituzione, crimini e gli effetti del turismo sull'isola, che solo raramente sono affrontati dagli altri musicisti. È presente anche una riaffermazione dell'identità nazionale. Le differenze di opinioni tra i vecchi tradizionalisti che "escono" da Cuba per fare successo e i giovani che sono bloccati sull'isola - e le differenze nei guadagni - erano destinate a creare dissidi.
Successivamente, la timba fu apprezzata anche in ambienti ricchi il che porta questa forma musicale ad essere la diretta rivale del rap, che in un certo modo si è auto-proclamato la musica della massa.

### NG La Banda
Sebbene la NG abbia avuto successo nei primi anni '90, è considerata la prima timba band.
 NG La Banda, generalmente è considerata la prima timba band, fu tra i primi gruppi a standardizzare l'uso degli attrezzi e canzoni con tumbao specifici per pianoforte, come fu anche la prima di una serie di band a sperimentare la "mania" a L'Avana durante i primi anni'90.
In termini di musicisti, comunque, NG La Banda era lontana dalla "novità". Avevano già suonato con il nome "Nueva Generación" (da cui poi NG), registrando alcuni album di jazz. Cinque membri arrivarono direttamente da Irakere, il leader, José Luis "El Tosco" Cortés, e l'intera sezione dei corni, erano conosciuti dai fan con il nome di Los metales de terror per la loro esecuzione impeccabile e aggressiva... El Tosco suonò per un periodo con Los Van Van negli anni '70. Il suo concetto iniziale per il gruppo era di combinare la musica popolare dei Los Van Van, con le influenze jazz e le stupende musicalità di Irakere. La sezione ritmica non è meno virtuosa dei corni. Il bassista Feliciano Arango, il batterista Giraldo Piloto e il conguero Wickly Nogueras sono diventati leggende nei rispettivi ruoli. Molto importante dal nostro punto di vista fu il pianista Rodulfo "Peruchín" Argudín...

I cantanti originali erano Tony Calla e Issac Delgado, rispettivamente dalla Ritmo Oriental e dalla Pachito Alonso. Delgado lasciò la NG nel 1991 per formare un proprio gruppo. Piloto lo seguì circa un anno dopo come batterista, compositore e direttore musicale. El Tosco sostituì Issac con un altro grande cantante, Antonio Mena...—Moore (2010: v. 5: 14)

### La Charanga Habanera
Il fenomeno noto come "timba explosion” non cominciò con NG La Banda, bensì con l'album di debutto de La Charanga Habanera, intitolato Me Sube La Fiebre, nel 1992. Nell'album sono presenti tutti gli elementi che fanno parte della timba, e questa band dominò le scene musicali fino al loro scioglimento nel 1998.
La Charanga Habanera si guadagnò... lo status di superstar negli anni '90. Coma NG La Banda, i charangueros avevano molti cambi, attitudini e ritmi, ma il loro stile musicale fu drasticamente diverso e cambiava e si aevolveva in ogni album... Ogni nota di questi album è stata sottoposta ad un intenso scrutinio. Iíve scrisse molti articoli su ognuno dei primi cinque album sul sito www.timba.com e ne cominciò un sesto, partendo da un'analisi più tecnica degli stessi album dal punto di vista della sezione ritmica e dai cambi di velocità. La sezione del sito dedicata al gruppo include un'accurata trascrizione di ogni canzone, di ogni album.
In termini di strumenti musicali, La Charanga Habanera è lontana dal concetto tradizionale di charanga e la storia della scelta di questo nome per il gruppo è alquanto interessante. Il leader del gruppo, David Calzado, che suonava il violino all'interno della Ritmo Oriental negli anni '80, firmò un contratto pluri-annuale per suonare la musica tradizionale charanga, ogni estate nell'hotel Monte Carlo, da qui il nome Charanga Habanera. Ogni week-end, il gruppo doveva fare da supporto alle band americane in tour, tra cui Earth Wind and Fire, Stevie Wonder, James Brown e Kool & The Gang. Il che portò i charangueros a diventare fan della musica e dei concerti in stile R&B nordamericano. Alla fine della stagione, tornati a Cuba, c'era ben poco posto per la loro musica tradizionale, mentre il paese andava in delirio per NG La Banda. Calzado e il direttore musicale/pianista Juan Carlos Gonzalez rimediarono cambiando tutto all'interno del gruppo, tranne il nome. Aggiunsero tre trombe e un sassofono, un bongosero, una batteria, un sintetizzatore, costumi elaborati e spettacoli, e un nuovo tipo di musica, che non aveva niente a che fare con NG La Banda o con gli Earth, Wind and Fire, ma che era pura magia musicale su tutti i livelli.

Il gruppo visse tre periodi stilistici distinti tra il 1993 e il 1997 che sono rappresentati da tre album: Me sube la fiebre, Hey You Loca e Para el llanto."—Moore (2010: v. 5: 16)
Da allora sono spuntati numerosi gruppi a Cuba e all'estero, molti dei quali sono stati diretti o creati da ex-membri delle band sopra citate. Alcuni importanti musicisti e band sono: Pachito Alonso y sus kini kini, Azúcar Negra, Bamboleo, La Charanga Habanera, Charanga Forever, Los Dan Den, Alain Perez, Issac Delgado, Tirso Duarte, Klimax, Manolín "El Médico de la salsa", Manolito y su Trabuco, NG La Banda, Paulo FG, Pupy y Los que Son, Son (diretti da Cesar "Pupy" Pedroso), e Los Van Van.

### Manolín "El Médico de la salsa"
Nei primi anni '90 la popolarità de NG La Banda e dei Charanga Habanera era senza precedenti, l'arrivò di un nuovo gruppo famoso dichiarò l'arrivo dell'equivalente cubano dei Beatles. La nuova improbabile star fu Manuel "Manolín" Gonzalez, uno scrittore di canzoni amatoriale che El Tosco scoprì in una scuola e divenne famoso con il soprannome "El Médico de la Salsa". La musica di Manolín era diversa da quella dei Charanga Habanera, come la musica di questi ultimi era diversa da quella di NG La Banda. Tra membri del gruppo troviamo molti arrangiatori, tra cui il grande Luis Bu, un brillante pianista, Chaka Nápoles... e una sezione ritmica creativa e di grande potenza. Così influente come lo fu Manolin dal punto di vista strettamente musicale, il suo carisma, la sua popolarità e la sua potenza senza precedenti ebbero un impatto decisivo che causò un livello di eccitazione tra i musicisti che non si vedeva dagli anni '50. Rubando una frase di Reggie Jackson, El Médico de la Salsa era "the straw that stirs the drink" (la cannuccia che mescola la bibita).—Moore (2010: v. 5: 18)

### Paulito FG
Paulo Fernandez Gallo, noto anche come Paulito FG, Pablo FG o Paulo FG, si aggiunse a Issac Delgado e Manolín come uno dei tre cantanti più famosi degli anni '90. Le altre maggiori band dell'epoca, da Los Van Van a Bamboleo, erano guidate da musicisti e avevano una "prima linea" di due o quattro cantanti che si intercambiavano tra pezzi solisti e coro.

Lo stile della voce di Paulito è caratterizzata da una precisione simile ad un rasoio affilato e da un'abilità nel reinventare le melodie delle sue composizioni ad ogni esibizione. Egli era in grado di chiamare cambiamenti di tono spontaneamente e solo la band di Issac Delgado era in grado di variare così tanto le sue performance sera dopo sera. La band di Paulito, la Elite, era infatti una forza elitaria, con i migliori, o poco meno, musicisti presenti a L'Avana di tutti gli strumenti. Molti erano rimasti dai giorni dell'Opus 13. Paulito scrisse quasi tutto il suo materiale e aveva una bellissima alchimia con il suo arrangiatore Juan Ceruto e con la sua sezione ritmica, i risultati furono gli arrangiamenti più intricati e originali degli anni '90. Esteticamente la musica di Paulito sembra condividere una parentela con la musica di Manolín, ma dal nostro punto di vista è più utile una comparazione con Delgado. Le band di Delgado e di Paulito furono le migliori band live di timba dal punto di vista dell'improvvisazione che rendevano l'esecuzione di una canzone diversa ad ogni concerto. Ogni gruppo aveva un sistema strumentale meravigliosamente complesso e flessibile, e ognuno aveva dei pianisti eccezionali. Molti dei migliori pianisti suonarono per entrambe le band in tempi diversi. I pianisti di Paulito furono Morales, Sergio Noroña, Pepe Rivero, Yaniel "El Majá" Matos, Rolando Luna, e Roberto "Cucurucho" Carlos. I pianisti di Delgado furono Tony Pérez, Melón Lewis, Pepe Rivero, Yaniel 'El Maja" Matos, Roberto "Cucurucho" Carlos, Rolando Luna e Tony Rodríguez.—Moore (2010: v. 5: 20)

### Manolito y su Trabuco
Manolito y su Trabuco annoverava alcuni tra i migliori cantanti dell'epoca, tra cui Rosendo "El Gallo" Díaz, Sixto "El Indio" Llorente (che cantò nell'Orquesta Aliamén) e Carlos Kalunga, che cantò molte canzoni dei Klímax. Nelle registrazioni degli anni '90 di Manolito c'era al sintetizzatore Osiris Martínez, che ora suona con Los Que Son Son. Manolito ha una particolare sintonia con l'altro compositore del gruppo, il cantante Ricardo Amaray. Molte hits dei Trabuco sono il risultato delle influenze R&B di Amaray, filtrate dal genio dell'arrangiamento Simonet.
Come Issac Delgado, Manolito registrò dei CD che mescolavano la timba aggressiva suonata nei concerti con vari altri stili, creando un appeal per i compratori stranieri. I migliori pezzi di Manolito sono sparsi nei suoi 17 album

### Bamboleo
Come Manolín, Bamboleo è stato scoperto da El Tosco. Guidato dal pianista Lazaro Valdés Junior, uno degli arrangiatori di timba più originali, hanno un sound immediatamente riconoscibile, con elementi di jazz e R&B perfettamente integrati con la timba aggressiva e da un insieme complesso di segnali usati per cambiare ritmo. Solo Issac Delgado e Paulito FG superano Bamboleo in termini di cambiamenti ritmici per variare le performance live ogni sera.–Moore (2010: v. 5: 23)

### Klimax
Il leader dei Klimax, Giraldo Piloto, è una delle figure più importanti di tutta la storia musicale cubana. Suo padre e omonimo era metà del gruppo di compositori Piloto y Vera e suo zio era il leggendario percussionista Guillermo Barreto. Piloto sorpassò i suoi parenti vincendo il sondaggio dei lettori di timba.com come Miglior Batterista Timba e arrivando quarto come Miglior Autore. Lasciò NG La Banda perché al suo interno non aveva molte opportunità di scrivere. Come freelance scrisse tre importanti canzoni per la Charanga Habanera, compresa "Me sube la fiebre". Dopo essersi unito a Isaac, continuò a scrivere.

Nel 1995 fondò i Klimax, le sue canzoni diventarno più originali nella melodia, nell'armonia e nella lirica, talvolta vagando in aree controverse che lo portò ad essere censurato dal governo e a spingere la sua creatività musicale verso stili nuovi e vari. I Klimax sono il gruppo di musica pop cubano con le armonie più originali e sofisticate.—Moore (2010: v. 5: 21)

### Bakuleye
Bakuleye, nota come la bacchetta magica che risveglia le divinità che vivono sotto la Terra, è un'altra band molto popolare a Cuba per la sua timba Il fondatore Pedro Pablo Vargas, la descrive come il risveglio di nuove idee. La sua musica è una fusione di ritmi diversi come Latin jazz, bolero, ballata, bachata, e soprattutto salsa. È uno dei gruppi più promettenti dell'isola e ha ricevuto critiche positive dalla stampa e copertura mediatica.

### Timba fuori Cuba
Oltre che a Cuba, sta nascendo una nuova generazioni di gruppi timba anche a Miami, dove risiede una grande concentrazione di cubani-americani. Miami è diventata il nuovo centro della Timba al di fuori dell'isola, anche grazie ai contributi degli ex membri delle suddette band che hanno deciso di rimanere negli Stati Uniti in cerca di nuove opportunità. Tra i tanti ricordiamo Issac Delgado, Carlos Manuel, El Pikete, N'Taya, Braily, Michel Calvo, e Jorge Gomez e "Tiempo Libre" che ricevettero una nomination ai Grammy nel 2005 per l'album Arroz con Mango e nel 2006 per Lo Que Esperabas. Alcuni musicisti di timba molto famosi passarono del tempo a Miami per intraprendere la carriera, tra cui Manolín "El Médico de la Salsa", Dany Lozada (cantante e compositore per La Charanga Habanera), e Pepito Gomez (cantante in Pupy y Los Que Son Son), ma decisero di trasferirsi in altri luoghi (rispettivamente Spagna, Messico, e New York). Altri gruppi importanti da ricordare sono Los 10 de la Salsa, Chaka e il suo gruppo "El Tumbao", e Tomasito Cruz con i suoi Cuban Timba All Stars.
Il Perù è considerato un'altra capitale della timba. Tra le band peruviane di timba ricordiamo Orquesta Camaguey e Orquesta Mangu. Inoltre, Lima è la casa di molti musicisti cubani come Michel Maza (sempre de La Charanga Habanera) e Caroband.

## Aspetti stilistici

### Timba: L'armonia
Nei termini delle attuali progressioni di accordi usate nella timba, è molto usata anche l'appendice armonica. Un esercizio fortemente raccomandato è di suonare usando tutta la chiave di sol. Le armonie di timba suonano molto differenti dopo lo studio dei primi quattro volumi, infatti è sorprendente vedere quanti ritmi riciclano le stesse progressioni senza grossi cambiamenti. Mentre il primo decennio del secolo ha assistito a una semplificazione generale delle armonie simile a quella avvenuta negli anni '80, ci sono vaste zone inesplorate per un'ulterione analisi armonica.—Moore (2010: v. 5: 11, 12).»

### Timba: L'arrangiamento
Molti tumbao scritti prima della rivoluzione finiscono una clave prima di ripetere. Il tumbao con due clave diventa dominante negli anni '70 e '80. Dagli anni '90, il tumbao lungo quattro clave è comune come quello lungo due e talvolta esteso a otto. Le lunghezze dispari come il tre, cinque o sette, sono usate eccezionalmente. In questo senso la timba può essere vista come la continuazione della tendenza in corso di allungare i tumbaos, ma la lunghezza complessiva è solo metà della storia. Molti tumbaos scritti negli anni '70 e '80 applicano il ritmo ad una clave ad una progressione armonica a due claves. Con il Latin jazz, e la salsa influenzata dal jazz, la progressione armonica si estende da otto a sedici claves, ma il ritmo base si ripete. Negli anni '90, il tumbaos a due claves spesso si accompagna a ritmi diversi, che cambiano anche durante lo schema.»

### Timba VS Salsa
Sebbene in superficie sia abbastanza simile alla salsa, la timba possiede alcune qualità specifiche che la distinguono dalla salsa, questa distinzione è simile a quella che c'è tra l'R&B americano e il soul. In generale la timba è un genere musicale più aggressivo, dove il ritmo e lo "swing" hanno la precedenza sulla melodia e la lirica. La danza associata alla timba è molto sensuale e provocante chiamato despelote che consiste in una rapida rotazione del bacino, piegandosi e agitando il bacino. Questi movimenti si adattano all'orgoglio maschile, forte e tipico dei neri, e lasciano intendere una iper-sessualità del maschio che ha portato a chiamare la timba un sound "mascolino". In una società socialista dove il valore e l'identità del singolo sono incentrati sul lavoro e sulla cittadinanza politica, i maschi neri si auto-rappresentano non come una forza per produrre, ma per divertire. La Timba è musicalmente complessa, ballabile e riflette i problemi e le contraddizioni della società cubana contemporanea poiché esprime un ritmo ripetitivo che simula la vita quotidiana che ripete giorno per giorno. Si tratta di un'evoluzione della salsa che incorpora una nuova fusione dinamica di son, mambo, latin jazz, e ha una sezione ritmica molto complessa. 
Partendo dalle basi, la timba è più flessibile e innovativa della salsa e include una gamma più vasta di stili, ognuno dei quali può essere definito come timba. I limiti di cos'è e cosa non è timba sono abbastanza offuscati, molti considerano timba tutta la musica popolare cubana. Secondo Juan Formell, il direttore de Los Van Van, la timba non è una forma di son tradizionale, ma è qualcosa di nuovo. La timba incorpora le percussioni e il ritmo raggae che originariamente erano parte dei barrios di Cuba. 
La timba incorpora molti elementi della musica e della cultura afro-cubana, tra cui gli elementi ritmici della musica (di tutti gli strumenti), le espressioni o le parti delle liriche in Lucumì (tratte dalla Yoruba cubana, usata esclusivamente in contesti religiosi) e riferimenti alla santeria, l'imperativo per l'improvvisazione e l'interazione con i pubblico durante i concerti, le storie raccontate nei testi, le citazioni di melodie, ritmi e/o brani provenienti da altre fonti (spesso prese dalla musica elettronica o digitale), gli influssi del rap e le sezioni di chiamata e risposta. Contrariamente agli esordi della salsa, la timba no ha alcuna pretesa di messaggio politico a causa delle circostanze attuali presenti a Cuba.
Più specificatamente, timba e salsa differiscono nell'orchestra e nell'arrangiamento. Molti artisti di timba ammettono di essere influenzati più dal funk e dal soul più che dalla salsa. Così, gruppi come La Charanga Habanera o Bamboleo spesso usano i corni, oppure altri strumenti che suonano piccole parti di brani di Earth, Wind and Fire, Kool and the Gang o altre funk band americane. Riguardo alla strumentazione, l'innovazione più importante è stata l'aggiunta permanente di un kick drum e di un sintetizzatore. Molti gruppi di timba partono da una charanga tradizionale degli anni' 40, che include contrabbasso, congas, campana a mano, claves, pianoforte, violino, flauto a cui viene aggiunta la sezione dei corni che include il sassofono (oltre a tromba e trombone). Comunque, molte innovazioni sono state fatte anche nello stile e nell'arrangiamento, specialmente nel basso (che è l'elemento principale del funk e dell R&B), nel piano (con elementi della musica barocca) e nell'uso della clave (si passa dal ritmo del son della salsa tradizionale a quello della rumba)

## Status
Sebbene la timba sia considerata un genere di musica popolare, la padronanza tecnica della timba si ottiene solo dopo anni di allenamento, bisogna avere un background teorico molto solido di vari tipi di musica tra cui classica, jazz, musica cubana tradizionale. A Cuba è possibile ottenere un così alto livello musicale grazie agli elevati standard delle scuole du musica e grazie alla forte competizione che c'è tra i musicisti.
La politica del governo favorisce l'eccellenza artistica e la musica cubana è vista come una fonte di guadagno e un modo per attrarre i turisti. Tuttavia la band più popolari dell'isola sono ignorate dalla radio americana e in alcune parti di Cuba e sono assenti dalle classifiche. Tuttavia, alcuni brani con sound cubani hanno raggiunto un vaso pubblico negli USA attraverso i dischi prodotti dai cantanti, come Willy Chirino e Qbadisc, da New York, Miami, e Porto Rico che incorporano la timba.
A causa delle risorse reperibili al di fuori di Cuba, è facile per i musicisti che non vivono sull'isola creare musica che sia fortemente influenzata dai cubani. Significa che è facile per gli stranieri imitare, creare e portare al pubblico la loro musica velocemente anche grazie alle tecnologie disponibili. Gonzalo Grau, il leader della band La Timba Loca, spera che la timba raggiunga la popolarità negli Stati Uniti, ma sa che solo pochi verranno agli show all'inizio. A causa del clima politico che si respira a Cuba, la musica non ha molte chance di raggiungere la popolarità negli USA e non verrà mai commercializzata come la salsa tradizionale dagli altri Paesi Latini. Non di meno, molti musicisti cubani cercano di lavorare all'estero e un significativo numero lavora in esilio, sia in America che in Europa, questo conduce ad una nuova ondata di "incroci" tra timba e salsa. Mentre la timba ha raggiunto il suo picco negli ultimi anni, tutti i maggiori gruppi stanno attivamente registrando e suonando — soprattutto in Europa — hanno cominciato ad interessarsi alla timba.
Poiché la Timba è molto aggressiva e sfida a ballare, alcune bad cubane in cerca di un pubblico più ampio hanno intenzionalmente modificato la musica in modo che sia facile da ballare, mixando salsa, merengue e balli romantici con il ritmo cubano. Dal 1990, molte band hanno incorporato negli arrangiamenti elementi di funk e hip-hop, hanno aggiunto degli strumenti come la batteria, il sassofono e la tastiera doppia. Insieme a le congas e i timbales, l'insieme delle percussioni ottiene una sonorità funk e rock che aggiunge più forza alla sezione ritmica, e i bassisti cominciano a inserire le tecniche musicali del funk, tirando e strisciando le corde. La combinazione delle trombe e del sassofono danno alla sezione dei corni un sound più jazz e l'armonia comincia ad evolversi ad un livello moderno.
Sebbene la timba non sia molto popolare nelle scene salsere mondiali (molti ballerini di salsa la considerano difficile da ballare e troppo forte per le loro orecchie), ha trovato una nicchia intorno ad un numero crescente di fans e ha influenzato i musicisti cubano-americani ed europei. Dalla prospettiva del ballerino di salsa americano, la timba (a causa della sua natura ritmica complessa) è molto difficile da ballare senza conoscere bene la salsa cubana tradizionale (chiamata Casino). Allo stesso modo in cui i musicisti amalgamano la salsa con il funk, pop, jazz, rock'n'roll, e tango per creare la timba, i ballerini di timba riflettono nella danza i ritmi e i generi che le canzoni incorporano. Il ballo incorpora movenze del folkklore afro-cubano, del funk, del pop, del rock'n'roll ecc. e crea nuove figure sulla scia del Casino cubano.